# شوق الهادی
شوق الهادی (۳ دسامبر ۱۹۹۶) بازیگر کویتی است. حرفهٔ هنری خود را از سنین پایین به همراه خواهرش فرح الهادی آغاز کرد، اما آغاز واقعی او در سال ۲۰۰۸ با نقش‌آفرینی در سریال «نقره‌ای، قلبش سفید» رقم خورد. از آن زمان او در تعدادی از سریال‌ها و تئاترها شرکت کرد که جایگاه او را به عنوان یکی از برجسته‌ترین بازیگر زن کویتی تثبیت کرده است.

## زندگی و پیشه
شوق سعد فرحان الهادی در ۳ دسامبر ۱۹۹۶ در کویت زاده شد، از گروهِ بِدون کویت است. او خواهر هنرمند کویتی فرح الهادی است. در کودکی پدرش یک بار او را از پنجره بیرون انداخت، در حالی که خواهرش، فرح، در مهدکودک بوده و در خانه کنارش نبوده است.پدرش کاملاً از کنترل خارج شده بود و وقتی او گریه کرد، او را گرفت و از طبقهٔ اول به پایین پرتاب کرد. مادرش نیز در حالی که او را باردار بود، مورد سوء قصد از سوی پدرش قرار گرفت. پدرش ۴۰ ضربه چاقو به او زد، اما او زنده ماند. شوق فاش کرده است که این تجربه تأثیر عمیقی بر زندگی او گذاشته است. مادرش بعداً از پدرش که زندانی بود، جدا شد. با این حال، آنها به ملاقاتش می‌رفتند و او هر بار، از کردهٔ خود اظهار پشیمانی و ندامت عمیق می‌کرد. او اظهار می‌داشت که هیچ خاطره‌ای از این وقایع نداشت، زیرا به دلیل مصرف مواد مخدر هوشیاری کامل نداشته است. مادرش پس از دو سال و نیم حبس پدرش، از حقوق خود در پرونده علیه او گذشت و همین امر منجر به آزادی او شد. مادرش برای اینکه پدر از اشتباهش درس بگیرد و دیگر آن را تکرار نکند، اصرار به زندانی شدن او داشت. شوق همچنین تأکید کرده که پدرشان پس از آزادی یک بار به آنها سر زده و سپس کاملاً ناپدید شده است. او تأکید کرده است که هرگز حضور پدرش را احساس نکرده است، به جز یک مورد خشونت خانگی که در ۳ سالگی تجربه کرده بود. این حادثه باعث ایجاد یک عقده درونی در او شد و پس از آن دیگر هرگز حضور او را در خانواده تجربه نکرد. او همیشه آرزو داشته کلمهٔ «بابا» را بگوید یا آن را به زبان بیاورد، اما به آن عادت نکرد. پدرش آنها را در سنین پایین رها کرده بود و این مانع از هرگونه احساس ارتباط بین آنها می‌شد. اما سال‌ها بعد، شوق به همراه خواهرش فرح تصمیم می‌گیرد به دیدن پدرش برود، در حالی که او دچار سکتهٔ مغزی شده و قادر به صحبت کردن نبود. فرح تأیید کرد که پدرش را با وجود درد ناشی از سال‌های طولانی جدایی بخشیده است؛ او اضافه کرد که اختلاف بین پدر و مادرش سال‌ها پیش تمام شده است و لحظه‌ای را که پدرش مادرش را دید و سرش را بوسید، لحظه‌ای بسیار تأثیرگذار توصیف کرد. گرچه شوق و فرح الهادی تجربیات متفاوتی با والدین خود داشتند، اما رابطهٔ پیچیده آن دو با آنها، دردهای روانی مشترک زیادی داشت. در حالی که شوق از خشونت فیزیکی و کمبود محبت والدین رنج می‌برد، فرح از سنین پایین خود را در معرض جدایی والدین و دوری از او می‌دید. با وجود تفاوت در تجربیات، هر دو خواهر با چالش‌های شدید عاطفی و روانی روبرو شدند که به‌طور قابل توجهی بر زندگی آنها تأثیر گذاشت.
فعالیت هنری او از سال ۲۰۰۷ آغاز شد و همزمان تحصیلات متوسطه خود را نیز ادامه داد. او از کودکی در بازیگری برجسته شد و در سریال‌ها و نمایش‌های زیادی شرکت کرد.شوق فعالیت هنری خود را با نقشی کوچک در سریال «نقره‌ای، قلبش سفید» در سال ۲۰۰۸ آغاز کرد. سپس در سریال‌های متعددی مانند «مخرب» و «ام البنات» ایفای نقش کرد و با بازی در «شب عید» و «اشتیاق دل» در ۲۰۱۰ و ۲۰۱۱ ادامه داد. او همچنین نقش‌های مهمی در سریال‌هایی مانند «شب‌زنده‌دار»، «با همه عمرم قسم خوردم» و «عطر بهشت» ایفا کرد. او در سال ۲۰۲۱ در چهار سریال به نام‌های «خدا باران را می‌آورد»، «نبض موقت»، «آمینه حاف» و «فرشتهٔ رحمت» شرکت کرد.او در نمایش‌هایی نیز بازی کرد. اولین حضور او در نمایش «غدیر، چوپان شترها» در سال ۲۰۱۱ بود و پس از آن در سال ۲۰۱۸ در نمایش‌های دیگری مانند «داستان راکون»، «تارزان»، «شهر مرجانی» و «خفاش‌ها» بازی کرد.
از جمله آثار تلویزیونی که در آن‌ها بازی کرده است: «نقره‌ای، قلبش سفید» (۲۰۰۸)، «مخرب» (۲۰۰۹)، «ام البنات» (۲۰۰۹)، «شب عید» (۲۰۱۰)، «عشق، زمان دیگری دارد» (۲۰۱۱)، «اشتیاق دل» (۲۰۱۱)، «چاه» (۲۰۱۱)، «شب‌زنده‌دار۳: وطنِ روز» (۲۰۱۲)، «با همه عمرم قسم خوردم» (۲۰۱۲)، «عطر بهشت» (۲۰۱۳)، «بودن در خانه‌ات کافی است» (۲۰۱۴)، «یک سقف» (۲۰۱۴)، «از کوچکی عاشقت بودم» (۲۰۱۵)، «خدا باران را می‌آورد» (۲۰۲۱)، «نبض موقت» (۲۰۲۱)، «آمینه حاف» (۲۰۲۱)، «فرشتهٔ رحمت» (۲۰۲۱)، «آمینه حاف ۲» (۲۰۲۲)، «زندانی کلاهبردار» (۲۰۲۳)، «منطقهٔ امن: خط فاصله» (۲۰۲۳)، «دروغ آوریل» (۲۰۲۳)، «عشق میان سطرها» (۲۰۲۳)، «به‌خاطر زیادی عشقم به تو» (2024).
از جمله نمایش‌هایی که در آن نقش آفریده است: «غدیر، چوپان شترها» (۲۰۱۱)، «کاخ اژدها» (۲۰۱۳)، «تارزان» (۲۰۱۳)، «داستان قهوه‌ای» (۲۰۱۴)، «شهر مرجانی» (۲۰۱۴)، «خفاش‌ها» (۲۰۱۸)، «بی فری» (۲۰۲۲)، «احساسات» (۲۰۲۳)، «انتخاب شما» (۲۰۲۴). در سینما، در فیلم «۰۹۰» (۲۰۱۴) بازی کرده است.

## زندگی شخصی
شوق الهادی در سال ۲۰۱۵ با بدر الماص نامزد کرد و برای زندگی با او به ایالات متحده نقل مکان کرد و برای حمایت از تحصیلات بدر الماص، حرفهٔ هنری خود را رها کرد. اما خیلی زود، اختلافات بین آنها آشکار شد و در رسانه‌های اجتماعی عمومی شد. شوق الهادی، شوهر سابقش را به خشونت و توهین متهم کرد و تأکید کرد که او برای حفظ امنیت خود مجبور به فرار و بازگشت به کویت شده است.در حالی که بدر الماص با اتهام خیانت پاسخ داد و ادعا کرد که او دلیل بهبود زندگی مالی و اجتماعی او بوده است. طلاق آن دو آسان نبود، زیرا با تنش عمومی همراه بود، به خصوص زمانی که بدر الماص از او خواست که عقد ازدواج را دوباره تنظیم کند تا بتواند رسماً او را طلاق دهد. شوق الهادی به دلیل ازدواج با بدر الماص، بین سال‌های ۲۰۱۵ تا ۲۰۱۷ مدتی از فعالیت‌های هنری فاصله گرفت. این ازدواج دوام زیادی نداشت و شوق با همسر سابقش با مشکلات زیادی روبرو شد. پس از طلاقش در سال ۲۰۱۷، به حرفهٔ هنری خود بازگشت. بدر الماص، یک فعال اجتماعی سعودی با تابعیت کویتی بود. او از طریق شرکت در رویدادهای هنری و رسانه‌های اجتماعی به شهرت رسید. تا اینکه خبر مرگ ناگهانی او در یک تصادف رانندگی در ایالات متحده در نوامبر ۲۰۲۰ به شوق رسید. لحظهٔ درگذشت همسرش را یک نقطه عطف دشوار یا شکست در زندگی خود بیان کرده است. او یک بار قبل از مرگ او را دیده بود. او بیان داشت که رابطه‌شان قبل از مرگ شوهرش بسیار خوب بوده و تمام بحران‌هایی که بینشان رخ داده بود را فراموش کرده بودند.